# Verein für Leibesübungen Wolfsburg 1997-1998
Questa voce raccoglie le informazioni riguardanti il Verein für Leibesübungen Wolfsburg nelle competizioni ufficiali della stagione 1997-1998.

## Stagione
Nella stagione 1997-1998 il Wolfsburg, allenato da Willi Reimann, Uwe Erkenbrecher e Wolfgang Wolf, concluse il campionato di Bundesliga al 14º posto. In Coppa di Germania il Wolfsburg fu eliminato al secondo turno dal Bayern Monaco.

## Rosa
| N. |                        | Ruolo | Calciatore             |
| -- | ---------------------- | ----- | ---------------------- |
| 1  | Germania (bandiera)    | P     | Uwe Zimmermann         |
| 2  | Germania (bandiera)    | C     | Markus Kullig          |
| 3  | Germania (bandiera)    | C     | Matthias Stammann      |
| 5  | Croazia (bandiera)     | D     | Zoran Tomčić           |
| 6  | Germania (bandiera)    | D     | Jens Keller            |
| 7  | Germania (bandiera)    | A     | Roy Präger             |
| 8  | Germania (bandiera)    | D     | Holger Ballwanz        |
| 9  | Polonia (bandiera)     | A     | Piotr Tyszkiewicz      |
| 10 | Stati Uniti (bandiera) | C     | Chad Deering           |
| 11 | Germania (bandiera)    | A     | Stefan Meißner         |
| 12 | Germania (bandiera)    | P     | Holger Hiemann         |
| 13 | Stati Uniti (bandiera) | C     | Claudio Reyna          |
| 14 | Germania (bandiera)    | C     | Maximilian Heidenreich |

| N. |                                 | Ruolo | Calciatore          |
| -- | ------------------------------- | ----- | ------------------- |
| 15 | Germania (bandiera)             | D     | Peter Kleeschätzky  |
| 16 | Rep. Ceca (bandiera)            | D     | Pavel Novotný       |
| 17 | Germania (bandiera)             | C     | Sven Ratke          |
| 18 | Germania (bandiera)             | C     | Detlev Dammeier     |
| 19 | Croazia (bandiera)              | D     | Marijan Kovačević   |
| 20 | Bosnia ed Erzegovina (bandiera) | C     | Sead Kapetanović    |
| 21 | Germania (bandiera)             | C     | Michael Spies       |
| 22 | Germania (bandiera)             | C     | Frank Greiner       |
| 23 | Polonia (bandiera)              | D     | Waldemar Kryger     |
| 24 | Germania (bandiera)             | C     | Andreas Winkler     |
| 25 | Serbia e Montenegro (bandiera)  | A     | Dragan Stevanović   |
| 27 | Germania (bandiera)             | A     | André Breitenreiter |

## Organigramma societario
Area tecnica
- Allenatore: Wolfgang Wolf
- Allenatore in seconda:
- Preparatore dei portieri: Jörg Hoßbach
- Preparatori atletici: Manfred Kroß

## Calciomercato

### Sessione estiva
| Acquisti | Acquisti               | Acquisti         | Acquisti |
| R.       | Nome                   | da               | Modalità |
| -------- | ---------------------- | ---------------- | -------- |
| D        | Waldemar Kryger        | Lech Poznań      |          |
| C        | Frank Greiner          | Kaiserslautern   |          |
| C        | Maximilian Heidenreich | Friburgo         |          |
| P        | Holger Hiemann         | Amburgo          |          |
| D        | Marijan Kovačević      | Amburgo          |          |
| D        | Pavel Novotný          | Slavia Praga     |          |
| C        | Claudio Reyna          | Bayer Leverkusen |          |
| A        | Dragan Stevanović      | Rad Belgrado     |          |
| C        | Andreas Winkler        | Lubecca          |          |

| Cessioni | Cessioni           | Cessioni          | Cessioni |
| R.       | Nome               | a                 | Modalità |
| -------- | ------------------ | ----------------- | -------- |
| C        | Michael Butrej     | Lubecca           |          |
| D        | Oliver Lüttkenhaus | 93 Amburgo        |          |
| D        | Matthias Maucksch  | Lokomotive Lipsia |          |

### Sessione invernale
| Acquisti | Acquisti            | Acquisti | Acquisti |
| R.       | Nome                | da       | Modalità |
| -------- | ------------------- | -------- | -------- |
| A        | André Breitenreiter | Amburgo  |          |

| Cessioni | Cessioni    | Cessioni | Cessioni |
| R.       | Nome        | a        | Modalità |
| -------- | ----------- | -------- | -------- |
| D        | Jann Jensen | Odense   |          |

## Risultati

### Bundesliga

#### Girone di andata
| Arbitro: | Weber |

|  |           |            |
|  | Marcatori | 90’ Präger |

| Arbitro: | Fandel |

|            |           |           |
| Präger 33’ | Marcatori | 45’ Spörl |

| Arbitro: | Dardenne |

|                                               |           |                       |
| Élber 10’, 58’ Strunz 12’ Rizzitelli 20’, 70’ | Marcatori | 40’ Reyna 86’ Meißner |

| Arbitro: | Wack |

|                            |           |                  |
| Präger 34’ Kapetanović 49’ | Marcatori | 54’ (aut.) Reyna |

| Arbitro: | Keßler |

|                                                       |           |                                     |
| Baumann 10’ Tretschok 35’, 88’ Azizi 47’ Schuster 82’ | Marcatori | 12’ Präger 63’ Stammann 87’ Meißner |

| Wolfsburg 13 settembre 1997, ore 15:30 CEST 6ª giornata | Wolfsburg | 0 – 0 referto | Schalke 04 | VfL-Stadion am Elsterweg (15 500 spett.)\| Arbitro: \| Stark \| |
| Arbitro:                                                | Stark     |               |            |                                                                 |

| Arbitro: | Buchhart |

|                    |           |            |
| Hutwelker 15’, 24’ | Marcatori | 50’ Präger |

| Arbitro: | Jansen |

|                 |           |  |
| Tyszkiewicz 77’ | Marcatori |  |

| Arbitro: | Weber |

|                       |           |             |
| Régis 8’ Schepens 24’ | Marcatori | 89’ Meißner |

| Arbitro: | Koop |

|            |           |  |
| Präger 90’ | Marcatori |  |

| Arbitro: | Steinborn |

|                        |           |           |
| Winkler 23’ Bodden 34’ | Marcatori | 52’ Spies |

| Arbitro: | Zerr |

|                            |           |  |
| Stevanović 27’ Greiner 67’ | Marcatori |  |

| Arbitro: | Merk |

|                                 |           |            |
| Kirsten 37’ (rig.) Lehnhoff 80’ | Marcatori | 81’ Präger |

| Arbitro: | Aust |

|  |           |                                   |
|  | Marcatori | 14’ (aut.) Kleeschätzky 45’ Spies |

| Arbitro: | Buchhart |

|                      |           |           |
| Heinrich 45’ But 60’ | Marcatori | 72’ Reyna |

| Arbitro: | Krug |

|                             |           |            |
| Spies 25’ Keller 81’ (rig.) | Marcatori | 65’ Wagner |

| Arbitro: | Fröhlich |

|  |           |                          |
|  | Marcatori | 24’ Kovačević 29’ Präger |

#### Girone di ritorno
| Arbitro: | Wagner |

|            |           |                     |
| Präger 55’ | Marcatori | 74’ (rig.) Barbarez |

| Arbitro: | Albrecht |

|             |           |                               |
| Schnoor 87’ | Marcatori | 37’ (aut.) Kmetsch 71’ Präger |

| Arbitro: | Aust |

|                        |           |                                   |
| Reyna 45’ Dammeier 47’ | Marcatori | 5’ Scholl 26’ Jancker 79’ Kuffour |

| Arbitro: | Fleischer |

|         |           |  |
| Thom 2’ | Marcatori |  |

| Arbitro: | Zerr |

|            |           |           |
| Präger 76’ | Marcatori | 87’ Azizi |

| Arbitro: | Merk |

|             |           |            |
| Wilmots 12’ | Marcatori | 37’ Präger |

| Arbitro: | Stark |

|  |           |                             |
|  | Marcatori | 16’ Hofmann 80’ Bałuszyński |

| Arbitro: | Jansen |

|                          |           |            |
| Lisztes 61’ Đorđević 77’ | Marcatori | 21’ Präger |

| Arbitro: | Albrecht |

|                  |           |                       |
| Hengen 9’ (aut.) | Marcatori | 30’ Dundee 69’ Häßler |

| Arbitro: | Keßler |

|                       |           |                     |
| Flo 45’, 84’ Kunz 61’ | Marcatori | 64’ (rig.) Dammeier |

| Arbitro: | Berg |

|               |           |  |
| Kovačević 29’ | Marcatori |  |

| Arbitro: | Steinborn |

|  |           |               |
|  | Marcatori | 85’ Kovačević |

| Arbitro: | Wack |

|            |           |  |
| Greiner 6’ | Marcatori |  |

| Arbitro: | Krug |

|                           |           |                           |
| Komljenović 71’ Salou 78’ | Marcatori | 57’, 90’ (rig.) Kovačević |

| Arbitro: | Dardenne |

|           |           |                                       |
| Reyna 42’ | Marcatori | 15’, 78’ Chapuisat 45’ But 48’ Möller |

| Arbitro: | Jansen |

|                                          |           |  |
| Marschall 24’, 55’ Wagner 52’ Rische 88’ | Marcatori |  |

| Arbitro: | Fandel |

|  |           |                           |
|  | Marcatori | 13’ Effenberg 35’ Wynhoff |

### Coppa di Germania
| Arbitro: | Byernetzky |

|                             |           |                                                           |
| Mbassa-Kone 62’ Seidel 109’ | Marcatori | 47’ (aut.) Achilles 102’ (rig.) Dammeier 115’ Tyszkiewicz |

| Arbitro: | Krug |

|                                          |                      |                                         |
| Reyna 7’ (rig.) Kovačević 44’ Präger 88’ | Marcatori            | 45’ Élber 77’ Zickler 85’ Tarnat        |
| Dammeier Spies Reyna Präger Tyszkiewicz  | Tiri di rigore 3 – 4 | Strunz Scholl Nerlinger Lizarazu Tarnat |

## Statistiche

### Statistiche di squadra
| Competizione      | Punti | In casa | In casa | In casa | In casa | In casa | In casa | In trasferta | In trasferta | In trasferta | In trasferta | In trasferta | In trasferta | Totale | Totale | Totale | Totale | Totale | Totale | DR  |
| Competizione      | Punti | G       | V       | N       | P       | Gf      | Gs      | G            | V            | N            | P            | Gf           | Gs           | G      | V      | N      | P      | Gf     | Gs     | DR  |
| ----------------- | ----- | ------- | ------- | ------- | ------- | ------- | ------- | ------------ | ------------ | ------------ | ------------ | ------------ | ------------ | ------ | ------ | ------ | ------ | ------ | ------ | --- |
| Bundesliga        | 39    | 17      | 7       | 4       | 6       | 17      | 20      | 17           | 4            | 2            | 11           | 21           | 34           | 34     | 11     | 6      | 17     | 38     | 54     | -16 |
| Coppa di Germania | -     | 1       | 0       | 1       | 0       | 3       | 3       | 1            | 1            | 0            | 0            | 3            | 2            | 2      | 1      | 1      | 0      | 6      | 5      | +1  |
| Totale            | 39    | 18      | 7       | 5       | 6       | 20      | 23      | 18           | 5            | 2            | 11           | 24           | 36           | 36     | 12     | 7      | 17     | 44     | 59     | -15 |

### Andamento in campionato
| Giornata  | 1 | 2 | 3  | 4 | 5 | 6  | 7  | 8 | 9  | 10 | 11 | 12 | 13 | 14 | 15 | 16 | 17 | 18 | 19 | 20 | 21 | 22 | 23 | 24 | 25 | 26 | 27 | 28 | 29 | 30 | 31 | 32 | 33 | 34 |
| --------- | - | - | -- | - | - | -- | -- | - | -- | -- | -- | -- | -- | -- | -- | -- | -- | -- | -- | -- | -- | -- | -- | -- | -- | -- | -- | -- | -- | -- | -- | -- | -- | -- |
| Luogo     | T | C | T  | C | T | C  | T  | C | T  | C  | T  | C  | T  | C  | T  | C  | T  | C  | T  | C  | T  | C  | T  | C  | T  | C  | T  | C  | T  | C  | T  | C  | T  | C  |
| Risultato | V | N | P  | V | P | N  | P  | V | P  | V  | P  | V  | P  | P  | P  | V  | V  | N  | V  | P  | P  | N  | N  | P  | P  | P  | P  | V  | V  | V  | N  | P  | P  | P  |
| Posizione | 4 | 4 | 10 | 7 | 9 | 11 | 12 | 9 | 12 | 10 | 11 | 6  | 9  | 10 | 14 | 10 | 8  | 9  | 6  | 9  | 10 | 11 | 11 | 11 | 13 | 13 | 15 | 14 | 12 | 11 | 10 | 12 | 13 | 14 |

Legenda:

Luogo: C = Casa; T = Trasferta. Risultato: V = Vittoria; N = Pareggio; P = Sconfitta.

### Statistiche dei giocatori
| Giocatore        | Bundesliga | Bundesliga | Bundesliga  | Bundesliga | Coppa di Germania | Coppa di Germania | Coppa di Germania | Coppa di Germania | Totale   | Totale | Totale      | Totale     |
| Giocatore        | Presenze   | Reti       | Ammonizioni | Espulsioni | Presenze          | Reti              | Ammonizioni       | Espulsioni        | Presenze | Reti   | Ammonizioni | Espulsioni |
| ---------------- | ---------- | ---------- | ----------- | ---------- | ----------------- | ----------------- | ----------------- | ----------------- | -------- | ------ | ----------- | ---------- |
| H. Ballwanz      | 17         | 0          | 4           | 0          | 1                 | 0                 | 0                 | 0                 | 18       | 0      | 4           | 0          |
| A. Breitenreiter | 10         | 0          | 1           | 0          | 0                 | 0                 | 0                 | 0                 | 10       | 0      | 1           | 0          |
| D. Dammeier      | 27         | 2          | 5           | 0          | 2                 | 1                 | 0                 | 0                 | 29       | 3      | 5           | 0          |
| C. Deering       | 15         | 0          | 2           | 0          | 0                 | 0                 | 0                 | 0                 | 15       | 0      | 2           | 0          |
| F. Greiner       | 25         | 2          | 6           | 0          | 1                 | 0                 | 0                 | 0                 | 26       | 2      | 6           | 0          |
| M. Heidenreich   | 10         | 0          | 2           | 0          | 1                 | 0                 | 0                 | 0                 | 11       | 0      | 2           | 0          |
| H. Hiemann       | 6          | 0          | 0           | 0          | 0                 | 0                 | 0                 | 0                 | 6        | 0      | 0           | 0          |
| J. Jensen        | 12         | 0          | 0           | 1          | 0                 | 0                 | 0                 | 0                 | 12       | 0      | 0           | 1          |
| S. Kapetanović   | 20         | 1          | 2           | 0          | 0                 | 0                 | 0                 | 0                 | 20       | 1      | 2           | 0          |
| J. Keller        | 31         | 1          | 8           | 0          | 2                 | 0                 | 1                 | 0                 | 33       | 1      | 9           | 0          |
| P. Kleeschätzky  | 20         | 0          | 3           | 0          | 1                 | 0                 | 0                 | 0                 | 21       | 0      | 3           | 0          |
| M. Kovačević     | 32         | 5          | 13          | 0          | 2                 | 1                 | 1                 | 0                 | 34       | 6      | 14          | 0          |
| W. Kryger        | 27         | 0          | 5           | 0          | 1                 | 0                 | 0                 | 0                 | 28       | 0      | 5           | 0          |
| M. Kullig        | 0          | 0          | 0           | 0          | 1                 | 0                 | 0                 | 0                 | 1        | 0      | 0           | 0          |
| S. Meißner       | 26         | 3          | 2           | 0          | 2                 | 0                 | 1                 | 0                 | 28       | 3      | 3           | 0          |
| P. Novotný       | 15         | 0          | 4           | 0          | 1                 | 0                 | 1                 | 0                 | 16       | 0      | 5           | 0          |
| R. Präger        | 33         | 13         | 5           | 0          | 2                 | 1                 | 0                 | 0                 | 35       | 14     | 5           | 0          |
| S. Ratke         | 13         | 0          | 1           | 0          | 2                 | 0                 | 1                 | 0                 | 15       | 0      | 2           | 0          |
| C. Reyna         | 28         | 4          | 0           | 0          | 2                 | 1                 | 0                 | 0                 | 30       | 5      | 0           | 0          |
| M. Spies         | 22         | 2          | 2           | 0          | 1                 | 0                 | 0                 | 0                 | 23       | 2      | 2           | 0          |
| M. Stammann      | 18         | 1          | 3           | 0          | 2                 | 0                 | 0                 | 0                 | 20       | 1      | 3           | 0          |
| D. Stevanović    | 15         | 1          | 1           | 0          | 0                 | 0                 | 0                 | 0                 | 15       | 1      | 1           | 0          |
| Z. Tomčić        | 7          | 0          | 1           | 0          | 0                 | 0                 | 0                 | 0                 | 7        | 0      | 1           | 0          |
| P. Tyszkiewicz   | 12         | 1          | 1           | 0          | 2                 | 1                 | 0                 | 0                 | 14       | 2      | 1           | 0          |
| A. Winkler       | 0          | 0          | 0           | 0          | 0                 | 0                 | 0                 | 0                 | 0        | 0      | 0           | 0          |
| U. Zimmermann    | 29         | 0          | 1           | 0          | 2                 | 0                 | 0                 | 0                 | 31       | 0      | 1           | 0          |